# Cristóbal Guitart
Cristóbal Guitart Aparicio (Zaragoza, 12 de diciembre de 1925 - id. 23 de enero de 2015) fue un ingeniero industrial e historiador español, especializado en castelología y arquitectura medieval de Aragón.
Fue miembro de la Real Academia de Nobles y Bellas Artes de San Luis de Zaragoza.
Realizó una importante labor de catalogación y estudio el patrimonio medieval aragonés, llegando a ser considerado uno de los mayores expertos en sus castillos. Fue colaborador de iniciativas como la Gran Enciclopedia Aragonesa y el Sindicato de Iniciativa y Propaganda de Aragón. Aparte de su gran interés en los castillos, se le atribuye también el haber sido el primero en identificar correctamente Alcañicejo como el Alcañiz que aparece en donaciones de Alfonso I de Aragón y el haber colaborado en los inicios del Centro de Estudios Borjanos con una monografía seminal sobre la excolegiata de Santa María de Borja. A su muerte, su familia legó su extensa biblioteca a la Ciudadela de Jaca.

## Obras
Entre sus libros puede mencionarse
- Castillos de Aragón. Tres volúmenes
- Arquitectura Gótica en Aragón
- El Paisaje Urbano en las poblaciones Aragonesas
- Viajar por la provincia de Zaragoza
- El Castillo de Loarre
- Castillos de Huesca
- Castillos de Zaragoza
- Castillos turolenses
- Castillos de la Comunidad de Calatayud
- Zaragoza

Además, publicó más de una veintena de artículos científicos y colaboraciones en obras colectivas.